# Serra d'en Bardina
La Serra d'en Bardina és una serra situada als municipis de Montblanc i Vilaverd (Conca de Barberà), amb una elevació màxima de 611,6 metres.